# Теорії навчання
Теорії навчання — досліджують механізми, яким чином відбувається навчання людей новим знанням та навичками, та лежать в основі підходів, які використовуються для створення поліпшених методів навчання. Перші теоретичні концепції розвивалися в рамках філософії освіти та найбільш загальних питань, зокрема, чому людина взагалі здатна пізнати нове. Основні теорії навчання розвинулися з появою педагогічної психології впродовж XX століття. Новітні теорії з'являються на початку XXI століття в зв'язку з бурхливим розвитком нейронаук.
Серед найважливіших теорій пізнання — когнітивна, біхевіористська, конструктивістська, гуманістична, конективістська. Серед новіших теорій — теорія трансформативного навчання, теорії освітньої нейронауки.

## Теорії навчання
Існує кілька теорій навчання, які намагаються пояснити, як люди отримують знання та навички. Ці теорії навчання мають різні наслідки для того, як слід підходити до навчання та сприяти йому в контексті освіти та навчання. Ці теорії доповнюють одна одну і оптимальним є використання кращих практик в поєднанні. Ось деякі з найвідоміших теорій:

### Теорія когнітивного навчання
Теорія когнітивного навчання Піаже (когнітивізм) — це теорія, яка підкреслює роль розумових процесів у навчанні. Відповідно до цієї теорії, навчання передбачає активну обробку інформації, формування і оптимізацію метальних схем і моделей обробки інформації, та розвиток метакогніції. Ця теорія була розроблена в Женевській школі генетичної психології Ж. Піаже і його послідовниками. В рамках даної теорії розглядаються походження і розвиток інтелекту у дитини, а також механізми дитячої пізнавальної діяльності, приховані за зовнішньою стороною їхньої поведінки.
Способи застосування когнітивізму в освіті:
- Залучення учнів до групових або класних дискусій.
- Заохочення учнів визначати зв’язки між поняттями чи подіями та, особливо, з раніше вивченним матеріалом.
- Заохочення учнів до рефлексії та сапопізнання (метакогніції) власних процесів мислення та пізнання. Рефлексія та метапізнання передбачають заохочення студентів розмірковувати над власним процесом мислення та навчання. Цей підхід підкреслює важливість розвитку метакогнітивних навичок, таких як самооцінка та саморегуляція, щоб стати більш ефективними учнями.
- Досліджуюче навчання: передбачає надання учням практичних можливостей навчання на досвіді, які дозволяють їм досліджувати та відкривати для себе нові знання та навички. Такий підхід підкреслює важливість активної участі в навчальному процесі.
- Скаффолдинг (з англ. scaffold - каркас): передбачає надання учням підтримки та керівництва, коли вони вивчають нові навички чи концепції. Цю підтримку можна поступово прибрати, коли учень стає більш досвідченим, дозволяючи йому брати на себе більше відповідальності за власне навчання.
- Адаптивне навчання: передбачає пристосування навчання до рівня розуміння та когнітивного розвитку учня. Цей підхід підкреслює важливість надання студентам складного, але не надто складного матеріалу для сприяння когнітивному розвитку.
- Когнітивний конфлікт: передбачає представлення учням ідей або концепцій, які кидають виклик їхнім існуючим переконанням чи припущенням. Цей підхід заохочує студентів протистояти та вирішувати когнітивні конфлікти, щоб побудувати нові знання та розуміння.

### Конструктивізм
Конструктивізм – це теорія, яка підкреслює роль активного конструювання знань учнем. Відповідно до цієї теорії, навчання передбачає побудову ментальних моделей на основі досвіду та взаємодії з навколишнім середовищем. Принципи конструктивізму також застосовуються в теорії когнітивного навчання Піаже. Надаючи учням можливість формувати власні знання шляхом запитань, дослідження, та співпраці, викладачі можуть допомогти учням розвинути критичне мислення, здатність вирішувати проблеми та метакогнітивні навички, які необхідні для успіху в школі та за її межами.
Способи застосування конструктивізму в освіті:
- Проектне навчання: передбачає діяльність учнів та студентів над довгостроковими міждисциплінарними проектами, які вимагають від них застосування критичного мислення та навичок вирішення проблем. Такий підхід дозволяє учням формувати власні знання та розуміння шляхом вивчення та дослідження.
- Навчання на основі запитів: передбачає, що учні ставлять запитання та шукають відповіді через дослідження, експерименти та обговорення. Такий підхід заохочує студентів створювати власні знання, активно залучаючись до процесу навчання.
- Спільне навчання: передбачає роботу з однолітками для досягнення спільної мети. Такий підхід дозволяє студентам обмінюватися ідеями та розвивати розуміння один одного, сприяючи формуванню знань через соціальну взаємодію.
- Проблемне навчання: передбачає подання студентам складних реальних проблем, які вимагають від них застосування знань із багатьох дисциплін для пошуку рішення. Такий підхід дозволяє учням формувати власне розуміння матеріалу, залучаючись до процесу розв’язування проблем.

### Біхевіоризм
Біхевіоризм – це теорія, яка підкреслює роль середовища у формуванні поведінки. Згідно з цією теорією, навчання відбувається через процес обумовлення, який передбачає зв’язок між стимулом і реакцією.
Способи застосування практик біхевіоризму в освіті:
- Позитивне підкріплення: забезпечення позитивного підкріплення, як винагороди та визнання, для учнів та студентів, які показують видатні вдосконалення, зусилля або продуктивність.
- Негативне підкріплення: передбачає усунення неприємного стимулу з метою підвищення ймовірності бажаної поведінки. Наприклад, учитель може припинити призначати домашнє завдання, якщо весь клас добре виконує контрольну роботу, щоб заохотити продовжувати хорошу успішність.
- Покарання: передбачає застосування неприємних наслідків у відповідь на небажану поведінку, щоб зменшити ймовірність повторення такої поведінки в майбутньому. Наприклад, затримання учня за погану поведінку або вирахування балів з оцінки учня за невиконану або неправильно виконану роботу.
- Моделювання: передбачає використання прикладів бажаної поведінки, щоб спонукати учнів наслідувати цю поведінку. Це може включати наведення прикладів доброї поведінки, як-от обмін або допомога іншим, або використання рольових вправ для моделювання відповідної поведінки в соціальних ситуаціях.

### Теорія соціального навчання
Теорія соціального навчання – це теорія, яка підкреслює роль соціальних взаємодій у навчанні. Відповідно до цієї теорії, індивіди вчаться через спостереження та наслідування інших, а також через підкріплення та покарання поведінки.
Cпособів застосування теорії соціального навчання в освіті:
- Моделювання однолітків: передбачає використання однолітків як позитивних моделей для наслідування для навчання та закріплення відповідної поведінки. Це може бути особливо ефективним у таких сферах, як соціальні навички, вирішення проблем і вирішення конфліктів.
- Кооперативне навчання: передбачає роботу в групах для досягнення спільної мети. Цей підхід наголошує на командній роботі та співпраці, а також заохочує студентів підтримувати та навчатися один у одного.
- Навчання за допомогою спостережень: передбачає спостереження та наслідування поведінки інших. Вчителі можуть використовувати навчання за допомогою спостереження, моделюючи такі поведінки, як повага, емпатія та доброзичливість, а також надаючи можливість учням спостерігати та наслідувати позитивну поведінку своїх однолітків.
- Технології спільного навчання, такі як онлайн-дошки обговорень і відеоконференції, можна використовувати для полегшення соціального навчання у віртуальних середовищах. Ці інструменти дозволяють студентам працювати разом, обмінюватися ідеями та надавати зворотний зв’язок, навіть якщо вони фізично розділені.
- Навчання в громаді: передбачає роботу з громадськими організаціями для вирішення реальних проблем. Цей підхід підкреслює важливість соціальної відповідальності та громадянської активності, а також надає студентам можливість вчитися у членів спільноти та застосовувати свої знання в реальних ситуаціях.

### Експериментальне навчання
Експериментальне навчання – це теорія, яка підкреслює роль безпосереднього досвіду в навчанні. Відповідно до цієї теорії, люди найкраще вчаться, активно залучаючись до досвіду, розмірковуючи над цим досвідом і застосовуючи те, що вони навчилися в нових ситуаціях.
Способи застосування експериментального навчання в освіті:
- Стажування та учнівство. Надання студентам можливості працювати в реальному середовищі може бути потужним способом поєднати навчання в класі з практичним застосуванням. Стажування та учнівство дозволяють студентам працювати разом із професіоналами у своїй галузі, отримуючи цінний досвід та уявлення про обрану кар’єру.
- Сервісне навчання: сервісне навчання поєднує громадську роботу з академічним навчанням, надаючи студентам можливість залучатися до проблем реального світу та робити внесок у свою спільноту. Проекти навчання послуг можна інтегрувати в існуючу курсову роботу або надавати як окремий досвід.
- Польове навчання: Польове навчання передбачає виведення студентів із класної кімнати на поле для проведення досліджень, збору даних і вивчення явищ реального світу. Цей тип навчання може бути особливо ефективним у науці, соціальних науках та екологічній освіті.
- Симуляції та рольові ігри: Симуляції та рольові ігри дають учням можливість практикувати навички та застосовувати знання в безпечному та контрольованому середовищі. Це може бути особливо ефективним у розвитку навичок міжособистісного спілкування, таких як вирішення конфліктів і спілкування.

### Гуманістична теорія навчання
Гуманістична теорія навчання (гуманізм) – це теорія, яка підкреслює роль особистісного зростання та розвитку в навчанні. Згідно з цією теорією, навчання відбувається, коли люди мотивовані переслідувати власні інтереси та цілі, і коли їм надається свобода досліджувати та виражати себе.
Способи застосування гуманізму в освіті:
- Надання учням більшого контролю над напрямком і темпом їхнього навчання.
- Надання учням достатньої підтримки, заохочення та мотивації, щоб допомогти їм зміцнити впевненість у собі, своїх здатності навчатися та опановувати матеріал.

### Конективізм
Конективізм – це теорія навчання, яка підкреслює важливість мереж і зв’язків у навчанні. Його було розроблено в епоху цифрових технологій, щоб звернути увагу на зміну природи знань і способів, якими люди отримують доступ до інформації та використовують її.
Відповідно до теорії коннективізму, навчання — це не лише отримання інформації, а й створення та обмін знаннями через мережі та зв’язки. Він підкреслює роль технологій та Інтернету в полегшенні зв’язків і наданні учням доступу до широкого кола інформації та ресурсів.
Теорія припускає, що навчання є процесом з’єднання вузлів або джерел інформації, а знання поширюються між мережами. Таким чином учні стають частиною мережевої навчальної спільноти, яка дозволяє їм отримувати доступ до знань і робити внесок у знання новими та інноваційними способами.
Коннективізм також підкреслює важливість здатності учнів критично оцінювати та фільтрувати інформацію з різних джерел, а також здатності адаптуватися до мінливих технологій і мереж знань.

### Теорія трансформаційного навчання
Теорія трансформаційного навчання — це модель навчання, яка зосереджується на досвіді зміни фундаментальних поглядів, переконань і припущень індивіда. Ця теорія була розроблена Джеком Мезіроу в 1970-х роках і з тих пір була вдосконалена і застосована в галузі освіти дорослих, психології та соціальної роботи.
Згідно з теорією трансформаційного навчання, навчання відбувається, коли люди стикаються зі значними змінами або проблемами, які вимагають від них переоцінки своїх поточних переконань і поглядів. Завдяки критичному осмисленню та самоперевірці люди можуть почати змінювати своє розуміння себе та навколишнього світу, що призводить до глибшого та більш значущого досвіду навчання.
Трансформаційне навчання часто асоціюється з освітою дорослих і часто використовується для опису навчання, яке відбувається в неформальному або неофіційному середовищі, наприклад, у громадських програмах або самостійному навчанні. Ця теорія також застосовувалася на робочому місці та в інших професійних умовах, щоб допомогти людям розвинути нові навички та перспективи.
Загалом теорія трансформаційного навчання наголошує на важливості особистого досвіду та роздумів у процесі навчання та заохочує людей активно залучатися до нових ідей та перспектив, щоб сприяти глибокому та змістовному навчанню.

## Типи навчання
Навчання можна розділити на різні типи залежно від природи та контексту досвіду навчання. Деякі поширені типи навчання включають:
- Класичне обумовлення: цей тип навчання передбачає асоціювання нейтрального стимулу з рефлекторною реакцією для створення вивченої реакції. Найвідомішим прикладом класичного кондиціонування є собаки Павлова, у яких перед годуванням собак неодноразово дзвонили в дзвіночок. Згодом собаки навчилися пов’язувати звук дзвінка з їжею і виділяли слину лише на звук дзвінка.
- Оперантне обумовлення: цей тип навчання передбачає асоціювання поведінки з наслідком. Позитивне підкріплення, негативне підкріплення та покарання є поширеними стратегіями, які використовуються в оперантному обумовленні. Наприклад, учень, який отримує похвалу за виконання домашнього завдання, з більшою ймовірністю продовжить виконувати домашнє завдання в майбутньому, тоді як учень, якого карають за розмови в класі, з меншою ймовірністю буде говорити в класі знову.
- Навчання за допомогою спостережень: Цей тип навчання передбачає спостереження та наслідування поведінки інших. Навчання за допомогою спостереження часто використовується в контексті соціального навчання і може бути особливо ефективним, коли учень ідентифікує себе з моделлю, яку він спостерігає. Наприклад, дитина, яка спостерігає, як їхні батьки займаються просоціальною поведінкою, як-от волонтерство чи допомога іншим, з більшою ймовірністю сама буде брати участь у подібній поведінці.
- Когнітивне навчання: цей тип навчання передбачає отримання та застосування знань і навичок за допомогою розумових процесів, таких як сприйняття, увага, пам’ять і вирішення проблем. Когнітивне навчання часто використовується в академічних контекстах і може бути особливо ефективним, коли учні беруть активну участь у процесі навчання.
- Експериментальне навчання: цей тип навчання передбачає навчання через безпосередній досвід і рефлексію на цей досвід. Експериментальне навчання часто використовується в контекстах практичного або занурювального навчання, таких як учнівство, стажування або навчальні програми на природі. Експериментальне навчання може бути особливо ефективним, коли учням надається можливість застосувати свої знання в контексті реального світу.